# Schweizer Fussballmeisterschaft 1923/1924
Dvacátý sedmý ročník Schweizer Fussballmeisterschaft (česky: Švýcarské fotbalové mistrovství) se opět konal za účasti již nově dvaceti sedmy klubů.
Dvacet čtyři klubů bylo rozděleno do tří skupin (východ, centrum a západ), poté se vítězové skupin utkali proti sobě každý s každým. Sezonu vyhrál podruhé ve své historii FC Curych, který slavil po 22 letech.